# Inversor (electrònica)

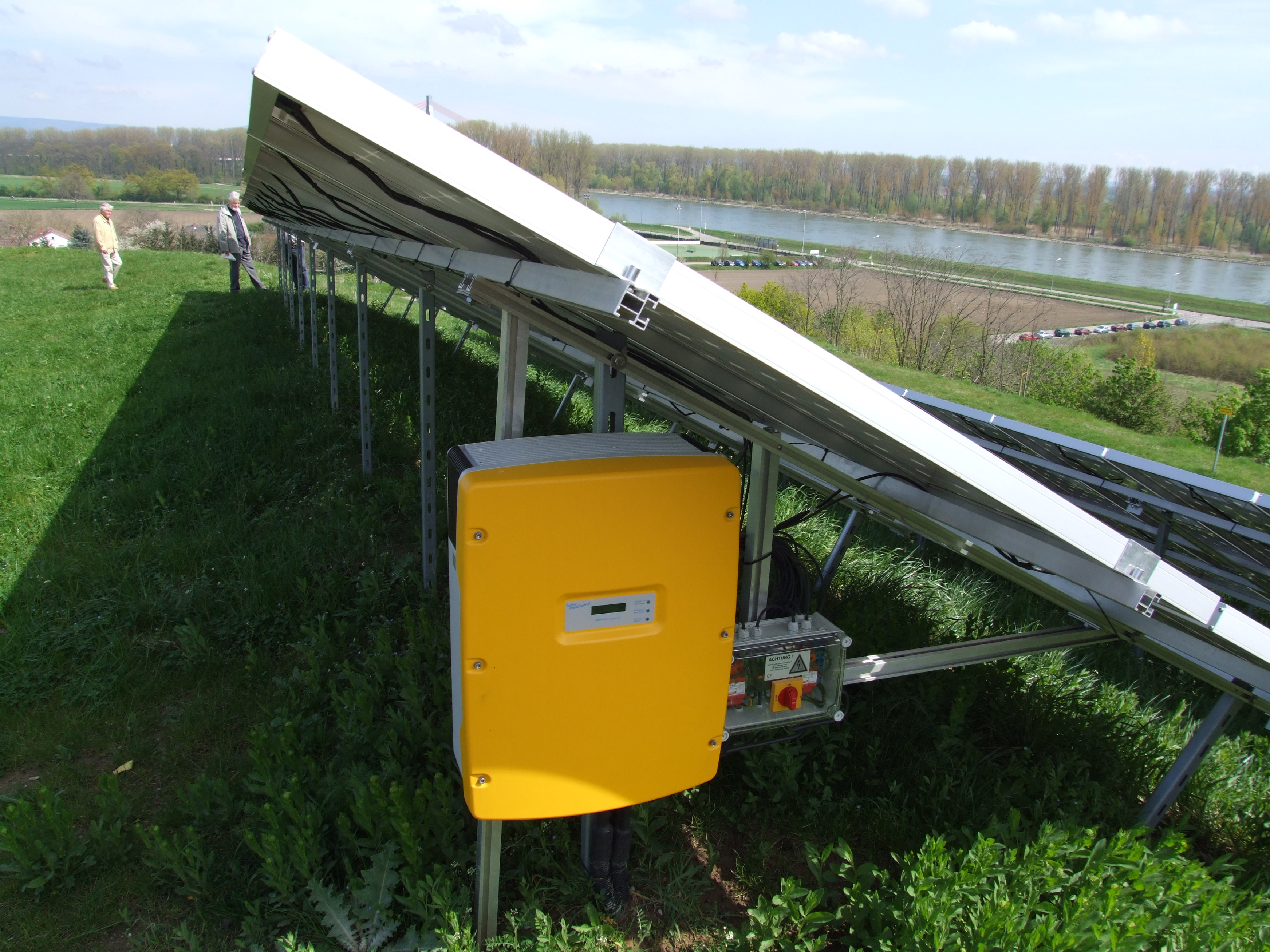
Un inversor solar instal·lat en una planta de connexió en xarxa en Speyer, Alemanya.

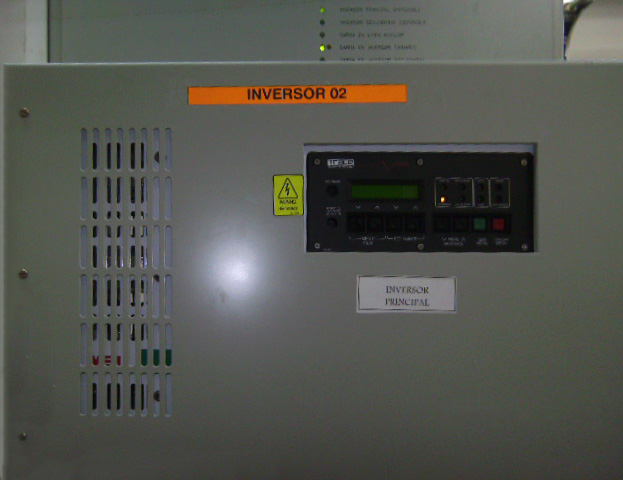
Vista general d'un inversor.

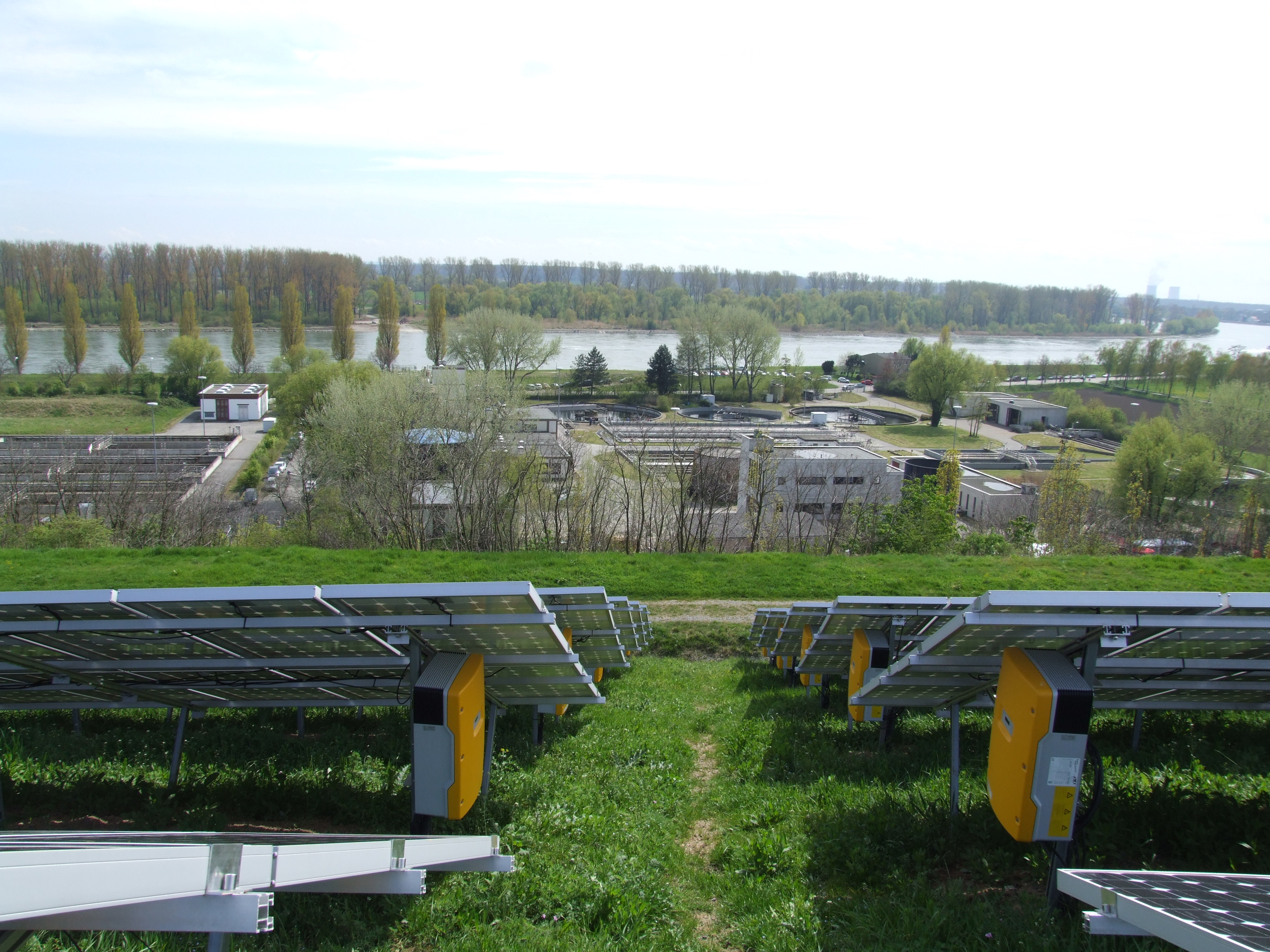
Vista general d'una planta fotovoltaica, amb diversos inversors col·locats sobre l'estructura portant dels panells, en la part posterior de cada fila.

La funció d'un inversor és canviar un voltatge d'entrada de corrent continu a un voltatge simètric de sortida de corrent altern, amb la magnitud i freqüència desitjada per l'usuari.
Els inversors s'utilitzen en una gran varietat d'aplicacions, des de petites fonts d'alimentació per a ordinadors, fins a aplicacions industrials per controlar alta potència. Els inversors també s'utilitzen per convertir el corrent continu generat pels panells solars fotovoltaics, acumuladors o bateries, etc, en corrent altern i d'aquesta manera poder ser injectats a la xarxa elèctrica o usats en instal·lacions elèctriques aïllades.
Un inversor simple consta d'un oscil·lador que controla a un transistor, el qual s'utilitza per interrompre el corrent entrant i generar una ona rectangular.

Aquesta ona rectangular alimenta a un transformador que suavitza la seva forma, fent-la semblar una mica més una ona sinusoidal i produint el voltatge de sortida necessari.
La forma d'ona de sortida del voltatge d'un inversor ideal hauria de ser sinusoidal. Una bona tècnica per aconseguir això és utilitzar la tècnica de PWM aconseguint que la component principal sinusoidal sigui molt més gran que les harmòniques superiors.
Els inversors més moderns han començat a utilitzar formes més avançades de transistors o dispositius similars, com els tiristors, els triacs o els IGBT.
Els inversors més eficients utilitzen diversos artificis electrònics per tractar d'arribar a una ona que simuli raonablement a una ona sinusoidal en l'entrada del transformador, en comptes de dependre'n per suavitzar l'ona.
Es poden classificar en general en dos tipus: 1) inversors monofàsics i 2) inversors trifàsics.
Es poden utilitzar condensadors i inductors per suavitzar el flux de corrent des de i cap al transformador.
A més, és possible produir una anomenada "ona sinusoidal modificada", la qual es genera a partir de tres punts: un de positiu, un de negatiu i un de terra. Una circuit lògic s'encarrega d'activar els transistors de manera que s'alternin adequadament. Els inversors d'ona sinusoidal modificada poden causar que certes càrregues, com els motors, per exemple; operin de manera menys eficient.
Els inversors més avançats utilitzen la modulació per ample de polsos amb una freqüència portadora molt més alta per aproximar-se més a l'ona sinusoidal o modulacions per vectors d'espai millorant la distorsió harmònica de sortida. També es pot predistorsionar l'ona per millorar el factor de potència (cos Φ).
Els inversors d'alta potència, en lloc de transistors utilitzen un dispositiu de commutació anomenat IGBT (de l'anglès Insulated Gate Bipolar transistor o Transistor Bipolar de Porta Aïllada).

## Paràmetres de rendiment
- Factor harmònic de n-vegades harmònica (HFn) L'HFn, que és una mesura de la contribució individual d'aquesta harmònica es defineix així:

{\displaystyle HF_{n}={V_{on} \over V_{o1}}} per {\displaystyle n>1}
on {\displaystyle V_{1}} és el valor eficaç (rms) de la component fonamental, i {\displaystyle V_{on}} és el valor eficaç de la n-vegades component harmònica.
- Distorsió harmònica total (THD-Total Harmonic Distortion). La distorsió harmònica total, és una mesura de la coincidència de formes entre una ona i el seu component fonamental, es defineix com

{\displaystyle THD={1 \over V_{o1}}{\sqrt {\sum _{n=2,3,...}^{\infty }V_{on}^{2}}}}
- Factor de distorsió (DF-Distortion Factor) Es diferencia de l'anterior en què detalla a qualsevol de les harmòniques que constitueix el senyal, pel principi de Fourier. El DF indica la quantitat de distorsió harmònica que queda en determinada forma d'ona després de sotmetre a les harmòniques d'aquesta ona a una atenuació o filtrat de segon ordre, és a dir, dividir-les entre {\displaystyle n^{2}}. Es torna llavors una mesura de l'eficàcia de la reducció d'harmònics no desitjats, i es defineix així:

{\displaystyle DF={1 \over V_{o1}}{\sqrt {\sum _{n=2,3,...}^{\infty }({V_{on}^{2} \over n^{2}})^{2}}}}
El DF d'un component harmònic individual (o el n-vegades) es defineix com:
{\displaystyle DF_{n}={V_{on} \over V_{o1}n^{2}}} per {\displaystyle n>1}
- Harmònica d'ordre més baix (LOH-Lowest Order Harmonic) és aquell component harmònic la freqüència del qual s'apropa més a la de la fonamental, i la seva amplitud és major o igual al 3% de la component fonamental.